# Arrhenatherum kotschyi
Arrhenatherum kotschyi är en gräsart som beskrevs av Pierre Edmond Boissier. Arrhenatherum kotschyi ingår i släktet knylhavren, och familjen gräs. Inga underarter finns listade i Catalogue of Life.